# Метод моментов
Ме́тод моме́нтов — метод оценки неизвестных параметров распределений в математической статистике и эконометрике, основанный на предполагаемых свойствах моментов (Пирсон, 1894 г.). Идея метода заключается в замене истинных соотношений выборочными аналогами.

## Суть метода
Пусть случайная величина (вектор, матрица и т. д.) X имеет некоторое распределение {\displaystyle \mathbb {P} _{\theta }}, зависящее от параметров {\displaystyle \theta \in \Theta \subset \mathbb {R} ^{k}}. Пусть для функций (называемых моментами или моментными функциями) {\displaystyle g_{i}:\mathbb {R} ^{m}\to \mathbb {R} }, интегрируемых по мере {\displaystyle \mathbb {P} _{\theta }}, выполнены условия на моменты
{\displaystyle \mathbb {E} \left[g_{i}(X,\theta )\right]=0~,~~i=1..k}
Пусть {\displaystyle X_{1},\ldots ,X_{n}} — выборка случайной величины X. Предполагается, что соотношения, аналогичные условиям на моменты, выполнены и для выборки, а именно вместо математического ожидания в условиях на моменты необходимо использовать выборочные средние:
{\displaystyle {\overline {g_{i}(X,\theta )}}=0~,~~i=1..k}
причем в данном представлении (когда справа от равенства — ноль) достаточно использовать просто суммы вместо средних.
Оценки, получаемые из решения этой системы уравнений (выборочных условий на моменты), называются оценками метода моментов. Название метода связано с тем, что чаще всего в качестве функций {\displaystyle g_{i}} выступают функции степенного вида, математические ожидания от которых в теории вероятностей и математической статистике принято называть моментами.
Если моментные функции непрерывны, то оценки метода моментов состоятельны.

## Частные случаи
Некоторые классические методы оценки регрессионных моделей можно представить как частные случаи метода моментов. Например, если линейная регрессионная модель {\displaystyle y_{t}=x_{t}^{T}b+\varepsilon _{t}} удовлетворяет условию {\displaystyle E(x_{t}^{T}\varepsilon _{t})=0}, то условия на моменты выглядят следующим образом:
{\displaystyle X^{T}e=0~\Rightarrow ~X^{T}(y-Xb)=0~\Rightarrow ~X^{T}Xb=X^{T}y}
Следовательно, в этом случае оценка метода моментов будет совпадать с оценкой метода наименьших квадратов {\displaystyle {\hat {b}}_{MM}={\hat {b}}_{OLS}=(X^{T}X)^{-1}X^{T}y}
Таким образом, МНК является частным случаем метода моментов, когда выполняется условие ортогональности регрессоров и случайных ошибок {\displaystyle E(x_{t}^{T}\varepsilon _{t})=0}
Рассмотрим другой случай, когда имеются некоторые переменные z, ортогональные случайным ошибкам линейной регрессионной модели, то есть {\displaystyle E(z_{t}^{T}\varepsilon _{t})=0}. Тогда имеем выборочный аналог этого условия:
{\displaystyle Z^{T}e=0~\Rightarrow Z^{T}(y-Xb)=0~\Rightarrow ~Z^{T}Xb=Z^{T}y}
Следовательно оценка метода моментов будет совпадать с оценкой метода инструментальных переменных: {\displaystyle {\hat {b}}_{MM}={\hat {b}}_{IV}=(Z^{T}X)^{-1}Z^{T}y}.
Таким образом, метод инструментальных переменных является частным случаем метода моментов, когда выполнено условие ортогональности инструментов и случайных ошибок модели.

## Обобщённый метод моментов
Метод моментов может быть обобщен на случай, когда количество условий на моменты превышает количество параметров, которые необходимо оценить. В этом случае очевидно однозначного решения задача не имеет (в общем случае). В таком случае решается задача на минимизацию некоторого функционала, характеризующего интегральную степень соблюдения условий на моменты.
Пусть {\displaystyle E(g(x,b))=0} — совокупность условий на моменты, число которых больше числа неизвестных параметров. Обобщённым методом моментов (ОММ, GMM — Generalized Method of Moments) называется оценка, минимизирующая положительно определенную квадратичную форму от выборочных условий на моменты:
{\displaystyle {\hat {b}}_{GMM}=\arg \min _{b}{\overline {g(x,b)}}^{T}W{\overline {g(x,b)}}}
где W — некоторая симметрическая положительно определенная матрица.
Весовая матрица теоретически может быть произвольной (с учетом ограничения положительной определенности), однако доказано, что наиболее эффективными являются GMM-оценки с весовой матрицей, равной обратной ковариационной матрице моментных функций {\displaystyle W=V_{g}^{-1}}. Это так называемый эффективный GMM. Однако, поскольку на практике эта ковариационная матрица неизвестна, то применяют следующую процедуру. На первом шаге оцениваются параметры модели с помощью GMM с единичной весовой матрицей. Затем по выборочным данным и найденным значениям параметров оценивают ковариационную матрицу моментных функций и используют полученную оценку в эффективном GMM (это т. н. доступный эффективный GMM).

## Пример
Пусть {\displaystyle X_{1},\ldots ,X_{n}\sim \Gamma (\alpha ,\beta )} — выборка из гамма-распределения с неизвестными параметрами {\displaystyle \alpha } и {\displaystyle \beta }. Тогда
{\displaystyle \mathbb {E} [X_{i}]=\alpha \beta ,\;\mathbb {E} \left[X_{i}^{2}\right]=\alpha (\alpha +1)\beta ^{2},\quad i=1,\ldots ,n}.
Тогда оценки метода моментов удовлетворяют системе уравнений:
{\displaystyle {\begin{matrix}{\overline {X}}=&{\hat {\alpha }}_{\mathrm {MM} }{\hat {\beta }}_{\mathrm {MM} }\\{\overline {X^{2}}}=&{\hat {\alpha }}_{\mathrm {MM} }({\hat {\alpha }}_{\mathrm {MM} }+1)\left({\hat {\beta }}_{\mathrm {MM} }\right)^{2}\end{matrix}}~~\Rightarrow ~~{\hat {\alpha }}_{\mathrm {MM} }={\frac {\left({\overline {X}}\right)^{2}}{{\overline {X^{2}}}-\left({\overline {X}}\right)^{2}}}~,~~{\hat {\beta }}_{\mathrm {MM} }={\frac {{\overline {X^{2}}}-\left({\overline {X}}\right)^{2}}{\overline {X}}}}.

## Преимущества и недостатки метода
В известной мере, при оценке параметров из известного семейства вероятностных распределений, этот метод упраздняется Фишеровским методом максимального правдоподобия, так как максимально правдоподобная оценка имеет большую вероятность оказаться ближе к истинному значению оцениваемой величины.
Тем не менее, в некоторых случаях, например, как выше в случае гамма-распределения, использование метода максимального правдоподобия требует использования компьютеров, в то время как метод моментов может быть быстро и легко реализован вручную.
Оценки, полученные методом моментов, могут быть использованы как первое приближение для метода максимума правдоподобия. Дальнейшее улучшение оценок может быть получено с использованием метода Ньютона-Рафсона.
В некоторых случаях, редких при больших объемах данных и более частых при малом их количестве, оценки, даваемые методом моментов могут оказаться вне допустимой области. Такая проблема никогда не возникает в методе максимального правдоподобия. Также, оценки по методу моментов не обязательно оказываются достаточной статистикой, то есть, они иногда извлекают из данных не всю имеющуюся в них информацию.